# Сан-Ісідро-Паскуаль-Ороско
Сан-Ісідро-Паскуаль-Ороско (ісп. San Isidro Pascual Orozco) — селище в Мексиці, штат Чіуауа, входить до складу муніципалітету Герреро. Чисельність населення, за даними перепису 2010 року, склала 1263 особи.

## Історія
Поселення заснували в XVII столітті місіонери-єзуїти під назвою Сан-Ісідро на честь Святого Ісидора.
24 листопада 1934 року поселення перейменували на Ороско на честь революціонера Паскуаля Ороско — уродженця цього селища. Пізніше вирішили об'єднати назви та перейменувати селище на Сан-Ісідро-Паскуаль-Ороско.